# 세포융합
세포융합(細胞融合, cell fusion, 셀 퓨전)은 복수의 세포막을 융합하여 다핵세포(多核細胞)로 만드는 방법이다. 즉 복수의 세포가 융합하여 하나의 세포막에 둘러싸여 있으며, 핵·세포질이 서로 뒤섞인 상태를 말한다. 보통 세포 하나하나가 세포막으로 싸여 외계와는 격리된 생명 단위로서 존재한다.
따라서 세포융합은 세포끼리의 접촉만으로는 일어나지 않는다. 식물의 경우에는 잡종을 만들어 품종개발에 응용할 수 있으며, 동물은 잡종 세포를 형성하고 있어 모노크로날 항체(Monoclonal antibody)를 생산할 수 있다.

## 같이 보기
- 세포 분화
- 수정 (생물학)